# Tứ bất tử
Tứ bất tử (chữ Hán: 四不死) là tên gọi chung của bốn vị thánh bất tử trong tín ngưỡng Việt Nam; đó là Tản Viên Sơn Thánh, Chử Đồng Tử , Phù Đổng Thiên vương và Công chúa Liễu Hạnh.
- Tản Viên Sơn Thánh, hay Sơn Tinh, là vị thần núi Tản Viên (Ba Vì), núi tổ của các núi ở Việt Nam. Tản Viên tượng trưng cho ước vọng chinh phục tự nhiên, chiến thắng thiên tai.
- Chử Đồng Tử, còn được gọi là Chử Đạo Tổ; tượng trưng cho lòng hiếu nghĩa, tình yêu, hôn nhân và sự sung túc, giàu có.
- Phù Đổng Thiên Vương hay Thánh Gióng, tượng trưng cho tinh thần chống giặc ngoại xâm và sức mạnh tuổi trẻ.
- Công chúa Liễu Hạnh hay Mẫu Thượng Thiên, Mẫu Liễu Hạnh; tượng trưng cho cuộc sống tinh thần, đức hạnh, trí tuệ, sự thịnh vượng, thơ văn.

Trong 4 vị trên thì 3 vị nam thần đầu tiên theo truyền thuyết có từ thời Hùng Vương và đã được thờ ở rất nhiều nơi từ rất lâu. Riêng Mẫu Liễu Hạnh là người phụ nữ duy nhất có thật, mới được đưa vào hệ thống Thần Thánh từ thời Hậu Lê.
Do Mẫu Liễu Hạnh xuất hiện khá muộn so với 3 vị kia nên có ý kiến cho rằng bên cạnh 4 vị thánh kia, Tứ bất tử trong tín ngưỡng dân tộc Việt Nam còn có 2 vị thánh khác là Từ Đạo Hạnh và Nguyễn Minh Không.
- Từ Đạo Hạnh, còn được gọi là Thánh Láng; Nguyễn Minh Không, còn được gọi là Thánh Nguyễn; các vị này là Thánh Tổ của Phật giáo, đóng vai trò trong Tứ Bất Tử trước thế kỷ 15-16; tượng trưng cho khả năng phi phàm tồn tại trong chính mỗi người nếu được khai phát một cách đúng đắn. Họ là đại diện của văn hóa Lý - Trần vốn lấy Phật giáo làm quốc giáo.

## Ghi chép
Tài liệu xưa nhất về thuật ngữ Tứ bất tử là bản Dư địa chí, in trong bộ Ức Trai di tập. Nguyễn Tông Quai ở thế kỷ XVII là người đầu tiên giải thích thuật ngữ Tứ bất tử, khi ông chú giải điều 32 trong sách Dư địa chí của Nguyễn Trãi. Lời chú ấy như sau:
"... Người đời Thanh nói: Tản Viên Đại Vương đi từ biển lên núi, Phù Đổng Thiên Vương cưỡi ngựa bay lên không trung, Đồng tử nhà họ Chử gậy nón lên trời; Ninh Sơn (nay là Sài Sơn) Từ Đạo Hạnh in dấu vào đá để đầu thai. Ấy là An Nam Tứ bất tử vậy".
Kiều Oánh Mậu người làng Đường Lâm là nhà học giả cuối thế kỷ 19 đầu thế kỷ 20, trong lời Án sách Tiên phả dịch lục có viết:
"Tên các vị Tứ bất tử của nước ta, người đời Minh cho là: Tản Viên, Phù Đổng, Chử Đồng Tử, Nguyễn Minh Không. Đúng là như vậy. Vì bấy giờ Tiên chúa (Liễu Hạnh) chưa giáng sinh nên người đời chưa thể lưu truyền, sách vở chưa thể ghi chép. Nay chép tiếp vào".
Những thông tin về Tứ bất tử trong thư tịch Hán Nôm, hiện đang lưu trữ tại Viện Nghiên cứu Hán Nôm. Các tài liệu tiếng Việt hiện đại về Tứ bất tử thì phong phú hơn và thường khẳng định tứ bất tử gồm: Tản Viên Sơn thần, Phù Đổng Thiên vương, Chử Đồng Tử và Liễu Hạnh Công chúa. Ví dụ như Nguyễn Tuân (1910-1987), trong thiên truyện Trên đỉnh non Tản in trong tập Vang bóng một thời, có viết:
"... Bốn vị Tứ bất tử nơi thế giới u linh: thánh Tản Viên, chúa Liễu Hạnh, Chử Đồng Tử, và Phù Đổng thiên vương".